# Apeadeiro de Travassô
O Apeadeiro de Travassô é uma gare ferroviária do Ramal de Aveiro, que serve a localidade de Travassô, no Distrito de Aveiro, em Portugal.

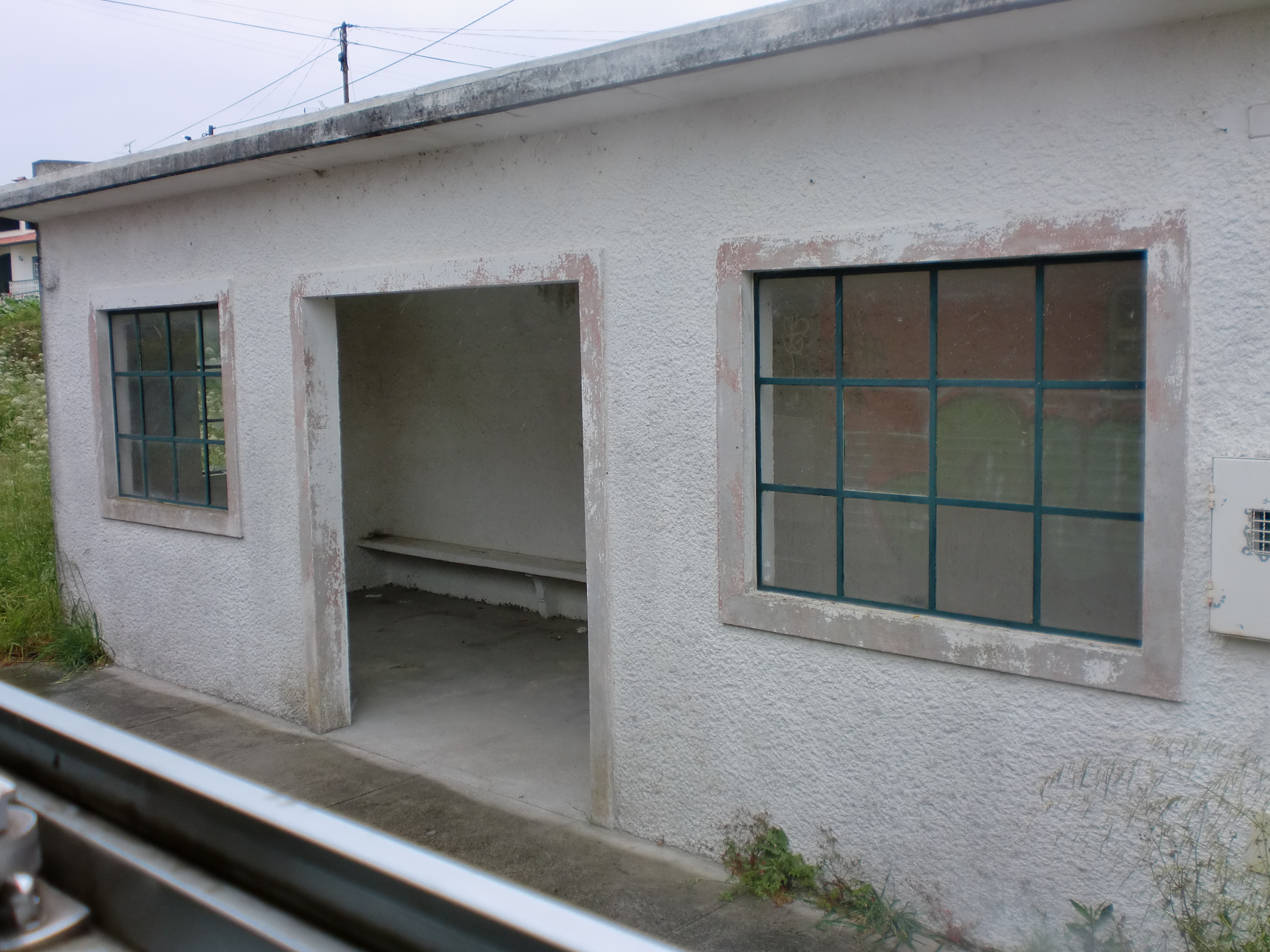
Apeadeiro de Travassô, em 2010.

## Descrição

### Caraterização física
O abrigo de plataforma situa-se do lado nordeste da via (lado esquerdo do sentido ascendente, a Aveiro).

### Serviços
Em dados de 2022, esta interface é servida por comboios de passageiros da C.P. de tipo regional, com onze circulações diárias em cada sentido, entre Aveiro e Sernada do Vouga (três destas encurtadas a Águeda ou a Macinhata do Vouga); como habitual nos apeadeiros desta linha, trata-se de uma paragem condicional, devendo os passageiros avisar antecipadamente o revisor para desembarques e assinalar da plataforma ao maquinista para embarques.

## História
Travassô situa-se no troço entre Albergaria-a-Velha e Aveiro da rede ferroviária do Vouga, que foi inaugurado em 8 de Setembro de 1911, tendo sido construído pela Compagnie Française pour la Construction et Exploitation des Chemins de Fer à l'Étranger. Travassô consta já dos horários da Linha do Vouga em 1913.

Em 1 de Janeiro de 1947, a gestão da rede do Vouga passou a ser realizada pela Companhia dos Caminhos de Ferro Portugueses.